# Cratere Epigeus
Epigeus è un cratere sulla superficie di Ganimede.